# オセアニアサッカー連盟
オセアニアサッカー連盟（オセアニアサッカーれんめい、英語: Oceania Football Confederation、OFC）は、ニュージーランド、パプアニューギニア、および太平洋諸島の数カ国で構成される国際的なサッカーの6大陸連盟のひとつ。本部はニュージーランドのオークランドにある。

## 概要
オセアニアのサッカーは他の大陸に比べると実力・質ともに劣るとみなされていることから、長年ワールドカップの自動出場権がない。なお、オリンピック、U-20ワールドカップ、U-17ワールドカップなどでは自動出場権（1枠）が与えられている。
ワールドカップオセアニア予選は、1970年メキシコ大会から1982年スペイン大会まではアジア・オセアニア予選として開催され、AFC所属チームと本大会出場権を争い、1974年西ドイツ大会ではオーストラリアがOFC所属チームとして本大会初出場を果たし、また1982年スペイン大会でもニュージーランドが本大会出場を果たしている。
1986年メキシコ大会以降はオセアニア単独の予選として開催されている。オセアニア単独の予選になって以降2022年までは、本大会に出場するには大陸間プレーオフ（ホーム・アンド・アウェー方式。出場枠は1994年アメリカ大会は0.25、その他の大会は0.5）を勝ち上がる必要がある。
2026年大会以降は、出場国増加の余波を受けて出場枠が0.5→1.5に増加。史上初めて、オセアニア予選の勝者に自動出場権が確保された。

### 大陸間プレーオフ
| 1986                                                                                 | オーストラリア   | スコットランド · (ヨーロッパ予選グループ7の2位)      | 0 - 2 0 - 0        | ●0 - 2            |
| 1990                                                                                 | イスラエル       | コロンビア · (南米予選各組1位チームのうち成績最下位) | 0 - 1 0 - 0        | ●0 - 1            |
| 1994 (1st)                                                                           | オーストラリア   | カナダ · (北中米カリブ海予選2位)                     | 1 - 2 2 - 1 (延長) | △3 - 3 ○(4 - 1 P) |
| 1994 (2nd)                                                                           | オーストラリア   | アルゼンチン · (南米予選グループ1の2位)              | 1 - 1 0 - 1        | ●1 - 2            |
| 1998                                                                                 | オーストラリア   | イラン · (アジア予選4位)                             | 1 - 1 2 - 2        | △3 - 3 ○(a)       |
| 2002                                                                                 | オーストラリア   | ウルグアイ · (南米予選5位)                           | 1 - 0 0 - 3        | ●1 - 3            |
| 2006                                                                                 | オーストラリア   | ウルグアイ · (南米予選5位)                           | 0 - 1 1 - 0 (延長) | △1 - 1 ○(4 - 2 P) |
| 2010                                                                                 | ニュージーランド | バーレーン · (アジア予選5位)                         | 0 - 0 1 - 0        | ○1 - 0            |
| 2014                                                                                 | ニュージーランド | メキシコ · (北中米カリブ海予選4位)                   | 1 - 5 2 - 4        | ●3 - 9            |
| 2018                                                                                 | ニュージーランド | ペルー · (南米予選5位)                               | 0 - 0 0 - 2        | ●0 - 2            |
| 2022                                                                                 | ニュージーランド | コスタリカ · (北中米カリブ海予選4位)                 | 0 - 1 試合なし     | ●0 - 1            |
| 凡例 ： ○勝ち ; △分け ; ●負け ※2022年は、中立地（カタール）で行われたため1試合のみ。 |                  |                                                      |                    |                   |

## 歴史
2006年のワールドカップ・ドイツ大会の予選組み分けの際に、当初オセアニア予選の1位に自動出場権を与える予定となっていたが、最終的にオセアニアの枠は前大会と同様0.5枠とされ、オセアニア代表（1位）チームは南米5位とのプレーオフを戦うことになった。なおこのとき、減枠された南米サッカー連盟が抗議し、他の大陸の枠を減らして南米を増枠することを要求した。また2003年6月に開かれたコンフェデレーションズカップにおけるニュージーランド代表の惨敗も0.5枠維持の原因となったとされる。
2005年3月、OFCで1、2の実力を争っていたオーストラリアとニュージーランドがアジアサッカー連盟 (AFC)に加盟申請することを発表した。前述のとおり、レベル、収益面で劣るOFCに比べ、競技レベルが比較的高いAFCに加盟することによって、マーケティング、競技レベルの向上などが期待できる、という理由である。ただし、この2カ国がOFCを脱退すると、OFC側にレベルの更なる低下などの影響は避けられず、またワールドカップ、コンフェデレーションズカップ、FIFAクラブワールドカップなど、各種大会への出場枠を調整する必要性などが浮上することも考えられた。
最終的にOFCは同年6月にオーストラリアのAFC移籍を承認した。AFC側もこれを承認し、その後FIFAの総会によって正式に移籍が承認された。これによって2006年からのAFCアジアカップ予選に参加することになった。2006年2月に行われたアジアカップ予選で、AFC加入後初戦を迎えたオーストラリアはバーレーンとの対戦で、フース・ヒディンク監督は不在、海外組の主力選手抜きにもかかわらず3－1で、加入後初試合初勝利を飾った。ただし、その後6月から7月に開催されたW杯ドイツ大会へはオセアニア代表として出場している。
一方、AFC加盟申請を発表していたニュージーランドはOFCに残留してその中で強化を模索することを決定した。また2010年のFIFAワールドカップ南アフリカ大会では、大陸間プレーオフでニュージーランドがアジア地区5位だったバーレーンを下して7大会ぶりに本大会へ出場し、その本大会でも全参加国中唯一の無敗（0勝0敗3引き分け、グループリーグ敗退）で大会を終え、オセアニア勢において一定の結果を示した。ただし、2014年に行われたブラジル大会では、ニュージーランドが大陸間プレーオフで北中米カリブ地区4位のメキシコに敗れ、3大会ぶりにオセアニア代表が本大会に出場しなかった。
オセアニア地区特有の問題として、アメリカ領サモア代表選手のジャイヤ・サエルアは2015年のインタビュー記事で、「アメリカ領サモア代表は2011年にあったワールドカップ地区予選（ブラジル大会1次予選）以来、3年間試合をしていない」「ワールドカップ地区予選・サウスパシフィックゲーム・五輪予選が全て同じ年で行われ、それ以外の3年間はまったく試合がない」と述べ、小さな島国が点在する地理的・経済的問題と共に試合数の少なさが各協会の強化を阻んでいる事情を語った。
実際には、ブラジル大会もその次のロシア大会も、オセアニア予選は2次予選が4年に一度開催されるOFCネイションズカップの本大会、1次予選はネイションズカップの予選に重ねられている。4チームで大陸間プレーオフ出場権を争う3次予選はネイションズカップの後に単独で行われるが、1次予選で敗退するか、あるいは2次予選から登場して3次予選に進めなかった場合、「公式戦は4年に1大会だけ」というサエルアの指摘通りになる。
2026 FIFAワールドカップからは出場国が現行の32チームから48チームに拡大されることに伴い、オセアニアからは1枠が与えられることになった。

## 加盟国・地域
11の国と地域が加盟している。
※五十音順
- アメリカ領サモア
- クック諸島
- サモア
- ソロモン諸島
- タヒチ
- トンガ
- ニューカレドニア
- ニュージーランド
- バヌアツ
- パプアニューギニア
- フィジー

この他、 キリバス、 ツバルの2協会が準会員として加盟している（いずれもFIFA未加盟）。

### 過去の加盟協会
- 中華民国（1975年から1989年まで）
- オーストラリア（2005年まで）
- 北マリアナ諸島（2009年まで）
  - いずれも現在はAFCに所属
- ニウエ（2021年まで準会員、10年間協会が何らの活動を行わなかったため除名処分）

なお、 グアムについてはオセアニアに位置しているが、地理・距離などの関係でグアムサッカー協会結成当初からOFCには参加せずAFCに参加している。
上記の他に、AFCから除名された イスラエルが暫定加盟していたことがある。現在はUEFA会員。

## 表彰
- オセアニア年間最優秀選手賞

## 大会一覧

### ナショナルチーム
| 男子: - OFCネイションズカップ（ワールドカップ予選を兼ねる） - OFC U-20選手権 - OFC U-17選手権 | 女子: - OFC女子ネイションズカップ - OFC U-20女子選手権 - OFC U-17女子選手権 |

### クラブチーム
- OFCチャンピオンズリーグ
- OFCプレジデンツカップ（代表チームも参加）
- オセアニアカップウィナーズカップ（英語版）（1987）

### フットサル
- OFCフットサル選手権
- OFCフットサルチャンピオンズリーグ（英語版）

### ビーチサッカー
- OFCビーチサッカーネイションズカップ（英語版）